# 메디아주

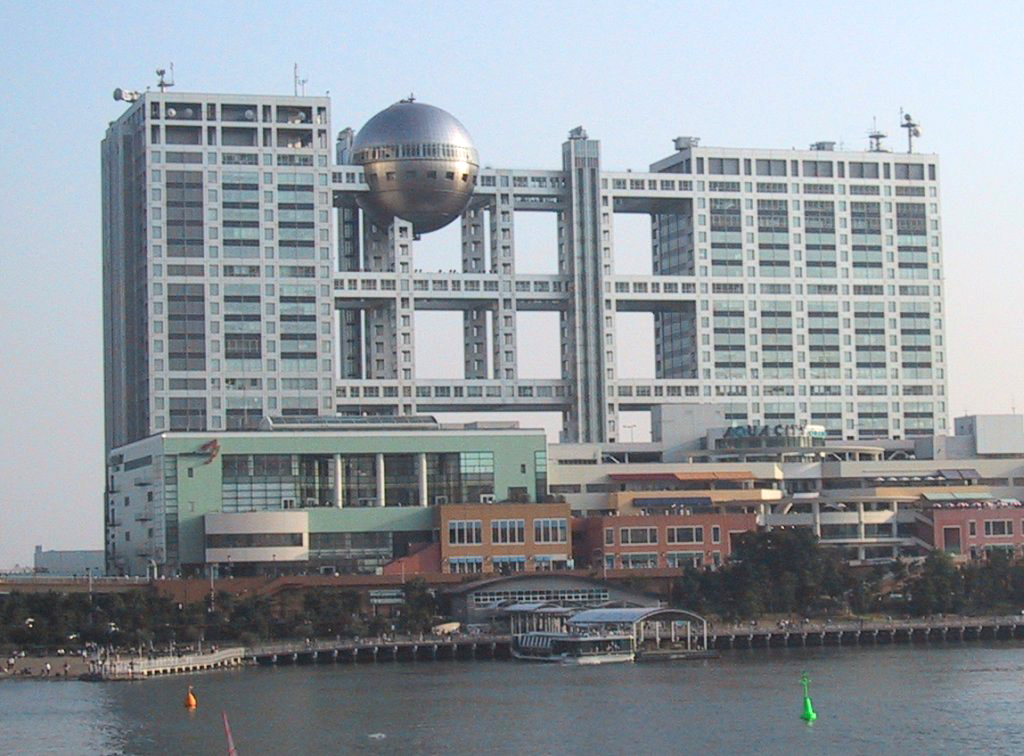
메디아주

메디아주(일본어: メディアージュ, 영어: Mediage)는 아쿠아시티 오다이바와 3~4층을 통해 연결되어 있으며, 6층 규모이다. 13개의 영화관이 있다.